# Life Goes On (Tupac Shakur)
Life Goes On è un singolo del rapper statunitense Tupac Shakur, estratto dall'album All Eyez on Me pubblicato nel 1996 dalla Death Row Records.

## La canzone
Il brano è stato registrato nel 1995 ed è dedicato a Kato e Mental, amici di Tupac Shakur e Big Syke, scomparsi qualche anno prima, e a tutti quelli destinati a trovare la morte sulle strade a causa della loro militanza in bande di strada. Tupac fa riferimento anche a se stesso e a un suo ipotetico funerale, e di come avrebbe voluto che fosse realizzato.